# Fadde Darwich
Fahid "Fadde" Darwich, född 1 maj 1966 i Qamishli i Syrien, är en svensk före detta ordningsvakt som blev allmänt känd på grund av sitt arbete som vaktchef på nattklubben Spy Bar i Stockholm.

## Biografi
Darwich föddes 1966 i Qamishli, Syrien, i en kurdisk familj, och invandrade sedan till Sverige. Darwich slutade 2006 på Spy Bar efter att ha berättat om rasismen i krogbranschen, främst på Stureplan.
Den 18 april 2007 blev Darwich anhållen för ekonomisk brottslighet, anklagad för att ha använt svarta pengar (2,4–3 miljoner kronor) till bland annat löneutbetalningar. För detta dömdes han till ett år och fyra månader fängelse.
Under 2008 utgavs Darwichs självbiografiska bok Fadde – Min story som skrivits i samarbete med författaren Lasse Jansson. Darwich invigde Rockbjörnens 30-årsjubileum 2009 tillsammans med Ebbot från The Soundtrack of Our Lives. I mars 2010 debuterade Darwich som ståuppkomiker. I maj 2010 släppte han singeln "We Can Party".
Numera arbetar Darwich som personlig tränare och krogkonsult.